# Hyloxalus utcubambensis
Hyloxalus utcubambensis är en groddjursart som först beskrevs av Morales 1994.  Hyloxalus utcubambensis ingår i släktet Hyloxalus och familjen pilgiftsgrodor. IUCN kategoriserar arten globalt som otillräckligt studerad. Inga underarter finns listade i Catalogue of Life.